# Державний архів Дніпропетровської області

## Адреса
49069 Україна, Дніпро, вул. Михайла Грушевського, 89 (корп.1) та вул. Ленінградська, 10 (корп. 2)

## Історія
У 1920 році було створено Катеринославську губернську архівну комісію при Головному відділі народної освіти.
З 1 лютого 1922 р. був організований Катеринославський губернський архів. З 1923 р. — Катеринославський губернський історичний архів. 10 червня 1925 р. губернське архівне управління було ліквідовано, а його функції передано Катеринославському (Дніпропетровському) окружному архівному управлінню. З 1926 р., внаслідок укрупнення округу, Дніпропетровське та Павлоградське архівні управління об'єднались в Дніпропетровський окружний історичний архів. З 1 жовтня 1931 р. при міськраді почало діяти Дніпропетровське міське архівне управління, якому підпорядковувався архів. З 1932 р. архів Дніпропетровської області одержав назву Державний архів Дніпропетровської області і був підпорядкований Дніпропетровському обласному архівному управлінню. З 1958 — Дніпропетровський обласний державний архів. З 1980 — Державний архів Дніпропетровської області.

## Фонди
- 6336 фондів, 1676008 од. зб. (37401 л. м) за 1722–2004 рр.
- 12592 од. зб. науково-технічної документації за 1932–1987 рр.
- 39 од. зб. кінодокументів за 1961–1992 рр.
- 52589 од. зб. фотодокументів за 1890–2002 рр.
- 439 од. зб. фонодокументів за 1961–1991 рр